# Cheryl Ladd
Cheryl Ladd, właśc. Cheryl Jean Stoppelmoor (ur. 12 lipca 1951 w Huron) – amerykańska aktorka telewizyjna i filmowa, piosenkarka i pisarka, występowała w roli Kris Munroe, młodszej siostry Jill (Farrah Fawcett), w serialu ABC Aniołki Charliego (Charlie’s Angels, 1977–1981).

## Życiorys

### Wczesne lata

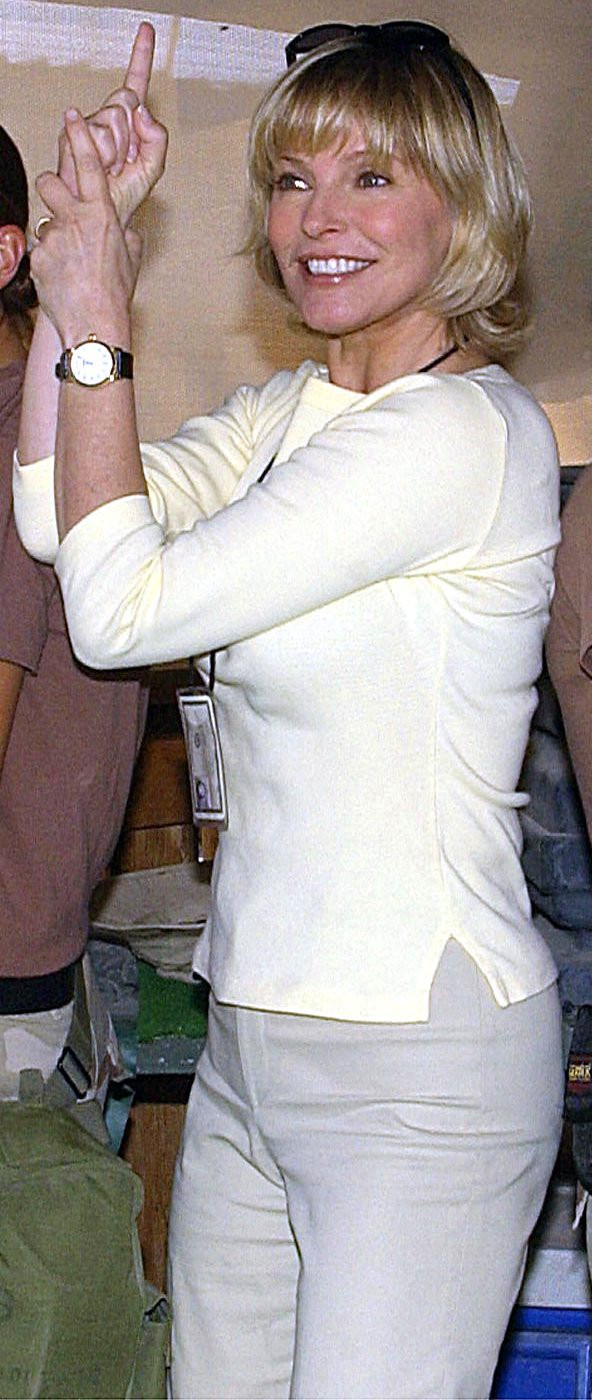
Cheryl Ladd w 2001

Urodziła się w Huron, w stanie Dakota Południowa jako drugie dziecko i jedyna córka kelnerki Delores Mae Hein (z domu Katz; 1933–2018) i inżyniera kolejowego Mariona Wayne’a Stoppelmoora (1929–2001). Jej rodzina miała pochodzenie niemieckie i angielskie. Miała młodszego brata Setha. Będąc uczennicą szkoły średniej występowała jako cheerleaderka na przystani dla samochodów „The Barn”.
Mając siedemnaście lat śpiewała z jazzowym trio Music Shop Band, z którym podróżowała od Środkowego Zachodu do stanu Kalifornia. Kiedy grupa się rozpadła, Ladd przeniosła się do Los Angeles. Uczyła się sztuki aktorskiej w Milton Katselas Acting Workshop w Los Angeles.

### Początki kariery
Wkrótce podpisała kontrakt z wytwórnią Hanna-Barbera i pod pseudonimem artystycznym Cherie Moor śpiewała piosenki Melody Valentine, bohaterki animowanej serii Hanna-Barbera Josie i Kociaki (Josie and the Pussycats, 1970–72). Po raz pierwszy pojawiła się na kinowym ekranie w dramacie sensacyjnym Chrom i gorąca skóra (Chrome and Hot Leather, 1971) jako Kathy obok Williama Smitha. Pojawiała się w regularnie na programach The Ken Berry WOW Show (1972) i Search (1972). Wkrótce zaczął występować w reklamach i epizodach, w tym m.in. gościnnie w takich serialach jak Rekruci (The Rookies, 1972), Harry O (1973), Ulice San Francisco (1974) i Szczęśliwe dni (Happy Days, 1974).

### Aniołki Charliego
Drogę do wielkiej kariery telewizyjnej otworzyli jej producenci Aaron Spelling i Leonard Goldberg, kiedy w zastępstwie za Farrah Fawcett-Majors, która zerwała kontrakt z producentami serialu, zaproponowali (od 14 września 1977) przyjęcie roli Kris Munroe, absolwentki Akademii Policyjnej w San Francisco, młodszej siostry Jill, w serialu ABC Aniołki Charliego (Charlie’s Angels) z Jaclyn Smith i Kate Jackson. Pozostała w serialu aż do ostatniego odcinka (1981) w nieco zmienionym składzie; najpierw z Shelley Hack, potem z Tanyą Roberts.

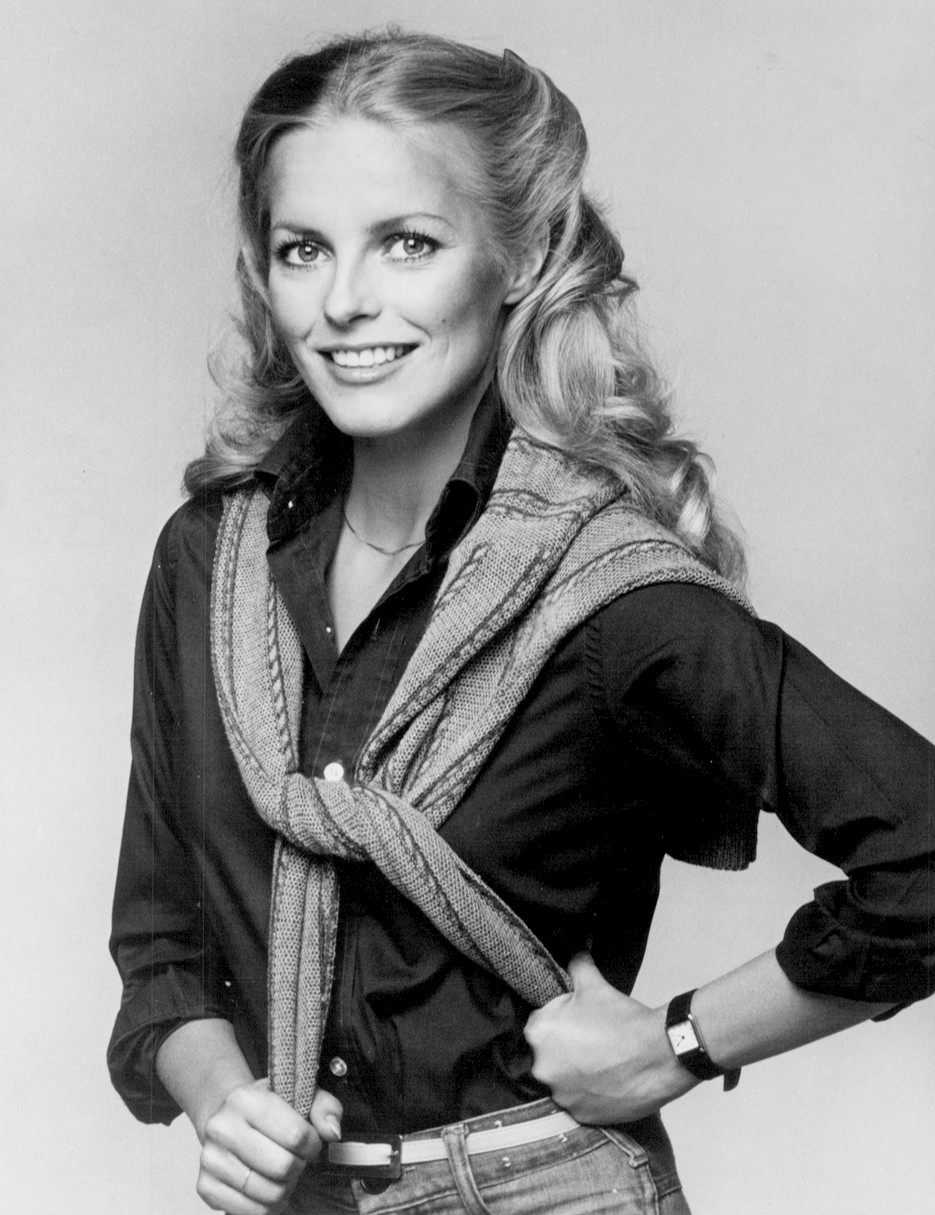
Cheryl Ladd w 1977

Gościła potem w popularnym programie rozrywkowym Jima Hensona Muppet Show (1978). Nagrała cieszące się w Japonii ogromnym powodzeniem dwie płyty: „Cheryl Ladd” (1978) i „Dance Forever” (1979). Zagrała zestresowaną matkę pozostającą w domu, Betinę ‘Teeny’ Morgan, która wyładowuje swoją drzemiącą w sobie wściekłość na córce w dramacie ABC Kiedy ona była zła... (When She Was Bad..., 1979) ze swoim przyjacielem Robertem Urichem i ówczesnym mężem Davidem Laddem.

### Rozwój kariery
Grała w filmach fabularnych szklanego ekranu. Wcieliła się w rolę księżnej Gracji Patrycji z Monako w biograficznym dramacie ABC Historia Grace Kelly (The Grace Kelly Story, 1983). Była główną bohaterką ekranizacji powieści Danielle Steel: kinowego melodramatu Teraz i zawsze (Now and Forever, 1983) jako właścicielka sklepu stająca w obronie męża oskarżonego o gwałt, miniserialu ABC Przeprawy (Crossings, 1986) i NBC Koleje losu (Changes, 1991). Uznanie wśród telewidzów zdobyła także w melodramacie Romans w Orient Expressie 125 (Romance on The Orient Express, 1985) jako zakochana pasażerka, dramacie ABC Śmierć w Kalifornii (A Death in California, 1986) – kontrowersyjnej i przerażającej autentycznej historii oraz dramacie CBS Śmiertelna troska (Deadly Care, 1987) o pielęgniarce uzależnionej od leków.
Na kinowym ekranie stworzyła kreację zakochanej pielęgniarki w melodramacie wojennym Sidneya J. Furiego Purpurowe serca (Purple Hearts, 1984) u boku Kena Wahla. W 1986 podczas Santa Barbara Theatre Festival w Santa Barbara grała postać Reno Sweeney w sztuce Cole’a Portera Wszystko wolno (Anything Goes).
Kolejną kreacją była postać Sary Crawford, nowo sfabrykowany przedmiot miłości londyńskiego lekarza Henry’ego Jekylla, który przemienia się w okrutnego pana Edwarda Hyde’a w telewizyjnej adaptacji noweli Roberta Louisa Stevensona Jekyll i Hyde (Jekyll & Hyde, 1990) u boku Michaela Caine’a i Jossa Acklanda. Wcieliła się w telewizyjną postać dr Down ‘Holli’ Holliday, lekarki tropiącej zbrodnie na Hawajach w serialu CBS One West Waikiki (1994-96) z Richardem Burgi. W dramacie familijnym Najlepszy przyjaciel (A Dog of Flanders, 1999) wystąpiła jako Anna Cogez u boku Jona Voighta.
Spróbowała też sił jako pisarka. 1 września 1996 wraz z mężem Brianem Russellem opublikowała serię książek pt. Przygody małej Nettie Windship (The Adventures of Little Nettie Windship) o moralnych wartościach dla dzieci.
6 września 2000 wystąpiła na scenie Marquis Theatre w Nowym Jorku jako feministka Annie Oakley w broadwayowskim musicalu Irvinga Berlina Rekord Annie (Annie Get Your Gun).
Znalazła się w obsadzie serialu NBC Las Vegas (2003–2005) jako Jillian Deline, żona Eda (James Caan). W dreszczowcu psychologicznym Niezapomniany (Unforgettable, 2017) wystąpiła w podwójnej roli jako Helen i „Lovey”, matka Tessy z Katherine Heigl, Rosario Dawson i Geoffem Stultsem.
5 kwietnia 2005 ukazała się jej książka pt. Token Chick: A Woman’s Guide to Golfing with the Boys, która skierowana została do miłośników gry w golfa.
8 września 2022 ogłoszono, że wystąpi w trzydziestej pierwszej edycji programu Dancin with the Stars, a jej partnerem będzie Louis Van Amstela.

## Życie prywatne
W 1971 poznała Davida Ladda – syna amerykańskiej legendy kina Alana Ladda, i 23 maja 1973 roku wyszła za niego za mąż. 14 stycznia 1975 roku w Hollywood urodziła im się córka Jordan, która – podobnie jak matka – została aktorką. Powróciła na duży ekran jeszcze pod panieńskim nazwiskiem Stoppelmoor w filmie przygodowym Skarb jamajskiej głębiny (Evil in the Deep, 1976) u boku ówczesnego męża Davida, z którym po siedmiu latach małżeństwa się rozstała w 1980. A następnie 3 stycznia 1981 roku ponownie wyszła za mąż za pochodzącego ze Szkocji producenta Briana Russella, a od roku 1983 zaadoptowała pasierbicę Lindsay.

## Nagrody
| Rok  | Nagroda                                                                                    | Kategoria                                            | Tytuł filmu / piosenki                            |
| ---- | ------------------------------------------------------------------------------------------ | ---------------------------------------------------- | ------------------------------------------------- |
| 1978 | Photoplay Award                                                                            | –                                                    | –                                                 |
| 1978 | Nagroda RIAJ                                                                               | Złoty singiel                                        | „Cheryl Ladd” (1978)                              |
| 1979 | Nagroda RIAJ                                                                               | Złoty singiel                                        | „Dance Forever” (1979)                            |
| 1980 | Nagroda Centrum Doskonalenia Opieki nad Dziećmi (Center for the Improvement of Child Care) | Child Caring Award                                   | Kiedy ona była zła... (When She Was Bad..., 1979) |
| 1987 | Woman of the World Award                                                                   | Nagroda za działalność w organizacji Childhelp (USA) | –                                                 |
| 1987 | Hubert H. Humphrey Humanitarian Award (Waszyngton)                                         | –                                                    | –                                                 |
| 2010 | TV Land Award                                                                              | –                                                    | –                                                 |

## Filmografia

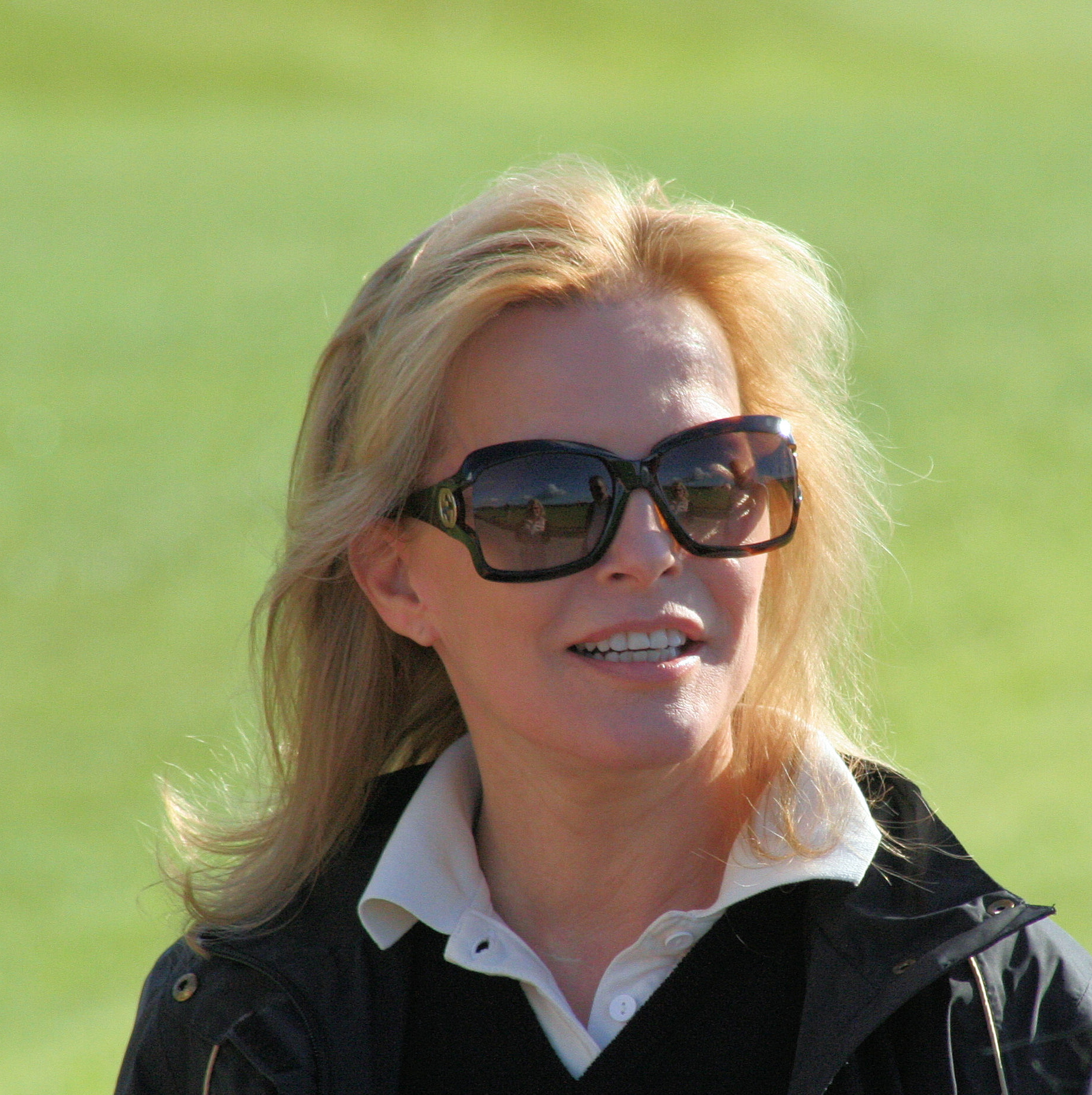
Cheryl Ladd w 2007

### Filmy fabularne
- 1971: Chrom i gorąca skóra (Chrome and Hot Leather) jako Kathy
- 1976: Skarb jamajskiej głębiny (Evil in the Deep) jako Zappy
- 1979: Willa
- 1980: Tragedia Gujany: Histopia Jima Jonesa (Guyana Tragedy: The Story of Jim Jones) jako Mad Messiah
- 1983: Teraz i zawsze (Now and Forever) jako Jessie Clarke
- 1984: Purpurowe serca (Purple Hearts) jako Deborah Solomon
- 1989: Lisa (Lisa) jako Katherine
- 1989: Millennium jako kosmitka Louise Baltimore
- 1992: Trujący bluszcz (Poison Ivy) jako Georgie Cooper
- 1998: Wieczna północ (Permanent Midnight) jako Pamela Verlaine
- 1999: Najlepszy przyjaciel (A Dog of Flanders)  jako Anna Cogez

### Filmy TV
- 1973: Diabelskie gimnazjum (Satan’s School for Girls) jako Jody Keller
- 1979: Kiedy ona była zła...(When She Was Bad...) jako Betina ‘Teeny’ Morgan
- 1979: Muppety jadą do Hollywood (The Muppets Go Hollywood) jako gość programu
- 1983: Kobieta z Kentucky (Kentucky Woman) jako Maggie Telford
- 1983: Porywcze serce (The Hasty Heart) jako pielęgniarka Margaret
- 1983: Grace Kelly (The Grace Kelly Story) jako Grace Kelly
- 1985: Śmierć w Kalifornii (A Death in California) jako Hope Masters
- 1985: Romans w Orient Expressie 125 (Romance on the Orient Express) jako Lily Parker
- 1986: Dwunaste Doroczne Ludowe Wręczenie Nagród (The Twelfth Annual People’s Choice Awards) jako prezenterka
- 1987: Śmiertelna troska (Deadly Care) jako pielęgniarka Anne Halloran
- 1989: Spełnienie Mary Gray (The Fulfillment of Mary Gray) jako Mary
- 1988: Bluegrass jako Maude Sage Breen
- 1990: Dr Jekyll i Mr. Hyde (Jekyll & Hyde) jako Sara Crawford
- 1990: Ofiara niewinności (The Girl Who Came Between Them) jako Laura
- 1990: Katastrofa (Crash: The Mystery of Flight 1501) jako Diane Halstead
- 1991: Druga strona miłości (Locked Up: A Mother’s Rage) jako Annie Gallagher
- 1991: Koleje losu (Changes) jako Melanie Adams
- 1993: Umrzeć przed świtem (Dead Before Dawn) jako Linda
- 1993: Złamana obietnica (Broken Promises: Taking Emily Back) jako Pam Cheney
- 1994: Taniec ze śmiercią (Dancing with Danger) jako Mary Dannon
- 1996: Tajemnica Lisy (The Haunting of Lisa) jako Ellen Downey
- 1996: Zabójczy żart (Vows of Deception) jako Lucinda/Lucy Ann
- 1996: Zgadnij, kto zabił? (Kiss and Tell) jako Jean McAvoy
- 1998: Aniołeczki (Perfect Little Angels) jako Elaine Freedman
- 1998: Największa obawa matki (Every Mother’s Worst Fear) jako Connie Hoagland
- 1999: Michael Landon, ojciec wiem (Michael Landon, the Father I Knew) jako Lynn Landon
- 2002: Mąż najlepszej przyjaciółki (Her Best Friend’s Husband) jako Jane Thornton
- 2005: Modlitwa Ewy Simon (Eve’s Preyer) jako Diane
- 2006: Przecież nikt się ze mną nie założy (Though None Go with Me) jako Elizabeth
- 2012: Przyjaciel Świętego Mikołaja 2: Świąteczne szczeniaki (Santa Paws 2: The Santa Pups) jako pani Mikołajowa
- 2014: Idealna fala (The Perfect Wave) jako pani McCormack (matka)

### Seriale TV

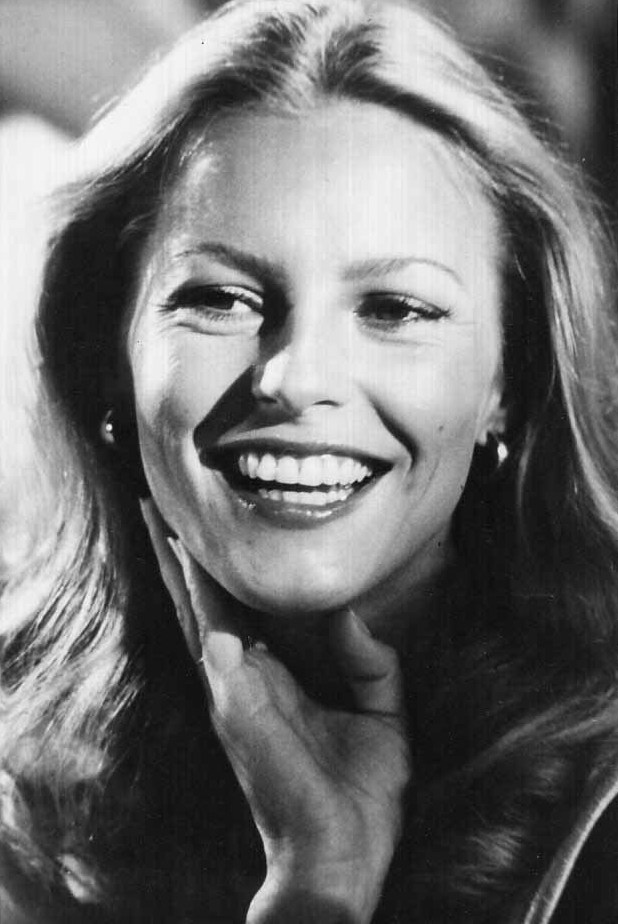
Cheryl Ladd, 1977

- 1970-72: Josie i Kociaki (Josie and the Pussycats, animowany) jako głos Melody Valentine
- 1972: The Ken Berry ‘Wow’ Show
- 1972: Alexander Zwo jako Nelly
- 1972-73: Podróż (Search) jako Amy
- 1973: Rodzina Partridge (The Partridge Family) jako Joanna
- 1973: Żelazny bok (Ironside) jako Gwen
- 1973: Rekruci (The Rookies) jako menedżer banku
- 1973: Harry O: Taki kurz jak sny są wybierane (Harry O: Such Dust As Dreams Are Made On) jako nastolatka
- 1974: Szczęśliwe dni (Happy Days) jako Cindy Shea
- 1974: Harry O jako nastolatka
- 1974: Ulice San Francisco (The Streets of San Francisco) jako Susan Ellen Morley
- 1975: Zmiana (Switch) jako Jill Lauimer
- 1977: The San Pedro Beach Bums jako Kris Munroe
- 1977: Fantastyczna podróż (The Fantastic Journey) jako Natica
- 1977: Policyjna historia (Police Story) jako Buffy
- 1977: Sierżant Anderson (Polece Women) jako Kate
- 1977-81: Aniołki Charliego (Charlie’s Angels) jako Kris Munroe
- 1979: Carol Burnett i spółka (Carol Burnett & Company)
- 1986: Przeprawy (Crossings) jako Liane DeVilliers
- 1994-96: One West Waikiki jako dr Dawn ‘Holli’ Holliday M.E.
- 1997: Atrament (Ink) jako Mercedes
- 1999: Jesse jako Mary Anne Myers
- 1999–2000: Oni, ona i pizzeria (Two Guys, a Girl and a Pizza Place) jako matka Berga
- 2003: Czarodziejki (Charmed) jako Doris Bennett
- 2003-2008: Las Vegas jako Jillian Deline
- 2004: Nadzieja i wiara (Hope & Faith) jako Mary Jo Fairfield
- 2004: Święta Bożego Narodzenia Ewy Simon (Eve’s Christmas) jako Diane Simon
- 2004: Wczorajszy program z Johnnym Kerwinem (The Yesterday Show with Johnny Kerwin)
- 2009: CSI: Kryminalne zagadki Miami jako Amanda Collins
- 2011: Chuck jako Emma
- 2011: Agenci NCIS (NCIS) jako Mary Courtney
- 2014: Jeden gniewny Charlie (Anger Management) jako Joanne
- 2015: Ray Donovan jako Tina Harvey
- 2016: American Crime Story jako Linnel Shapiro, żona prokuratora Roberta Shapiro

### Filmy dokumentalne
- 1978: The Sentry Collection Presents Ben Vereen: His Roots

## Dyskografia

### Albumy
- 1970: Josie and the Pussycats
- 1978: Cheryl Ladd
- 1979: Dance Forever
- 1981: Take a Chance (Japonia)
- 1982: You Make It Beautiful (minialbum, Japonia)

### Single
| Rok  | Tytuł                                                                                           | Wydawnictwo                 | Realizacja       | Nr katalogu |
| ---- | ----------------------------------------------------------------------------------------------- | --------------------------- | ---------------- | ----------- |
| 1970 | Every Beat Of My Heart/It’s All Right With Me (z Josie and the Pussycats)                       | Capitol Records             | 45 rpm           | 2967        |
|      | Inside, Outside, Upside Down/A Letter To Mama (z Josie and the Pussycats)                       | Kellogg Cereal Promo Record |                  | CP-58       |
|      | Josie/With Every Beat Of My Heart (z Josie and the Pussycats)                                   | Kellogg Cereal Promo Record |                  | CP-59       |
|      | Voodoo/If This Isn’t Love (z Josie and the Pussycats)                                           | Kellogg Cereal Promo Record |                  | CP-60       |
|      | It’s Gotta Be Him/I Wanna Make You Happy (z Josie and the Pussycats)                            | Kellogg Cereal Promo Record |                  | CP-61       |
| 1971 | Stop Look And Listen/You’ve Come A Long Way Baby (z Josie and the Pussycats)                    | Capitol Records             | 45 rpm           | P-3045      |
| 1974 | The Family/Mamma Don’t Be Blue                                                                  | Warner Bros                 | 45 rpm           | 7821        |
| 1976 | Country Love/He’s Looking More Everyday Like The Man Who Broke My Heart                         | Capitol Records             | 45 rpm           | 4215        |
| 1978 | Think It Over/Here Is A Song                                                                    |                             |                  | 4599        |
|      | Good Good Lovin/Skinnydippin                                                                    |                             |                  | 4650        |
|      | Skinnydippin                                                                                    |                             | 12" Promo Single | SPRO-8894   |
|      | Walking In The Rain/I’ll Come Running                                                           | Capitol Records Japan       | 45 rpm           | ECR-20516   |
| 1979 | Missing You/Thunder In The Distance                                                             | Capitol Records             |                  | 4698        |
|      | Missing You                                                                                     |                             | 12" Promo Single | SPRO-9096   |
|      | Dance Forever/Missing You                                                                       | Capitol Records Japan       | 45 rpm           | ECR-20575   |
| 1980 | Where Is Someone To Love Me/Just Like Old Times                                                 |                             |                  | ECR-17013   |
| 1981 | Just Another Lover Tonight/TV                                                                   |                             |                  | ECR-17205   |
|      | Take A Chance/Victim Of The Circumstance                                                        |                             |                  | ECR-17155   |
| 1982 | Can’t Say No To You/You Make It Beautiful (duet z Frankie Valli)                                | Capitol Records             |                  | B-5115      |
|      | You Make It Beautiful (duet z Frankie Valli)/Can’t Say No To You/Love And Passion/Sakura Sakura | Capitol Records Japan       | EP               | ECS-41010   |